# 胡桃島温泉
胡桃島温泉（くるみしまおんせん）は、岐阜県高山市朝日町胡桃島にある温泉。

## 泉質
- ナトリウム-炭酸水素塩冷鉱泉（低張性中性冷鉱泉）
  - 泉温　9.4°C

## 温泉地
高山市内から数十キロ離れた木曽川水系秋神川沿いの山中に、旅館とキャンプ場を兼ねた一軒宿「くるみ温泉&キャンプ場」が存在する。
日帰り入浴可能。宿泊設備は旅館だけでなく、コテージやバンガローなどがある。

## 歴史
- 1991年（平成3年）- ボーリングによって、開湯。

## アクセス
- 中部縦貫自動車道高山ICより市街地経由、車で50分。

- JR高山本線高山駅から濃飛バス朝日線秋神温泉行、「唐谷橋」下車。